# Hej Sokoły
Hej Sokoły ou "Ei, falcões!" (em ucraniano: Гей соколи, em polonês: Hej Sokoły) é uma música popular da Ucrânia, Polônia e Bielorrússia cuja letra fala de um jovem Cossaco cujo deixa para trás sua pátria (Ucrânia) e a sua amada ucraniana.
Sua origem é incerta. Há quem defenda que é apenas polonesa, ou apenas ucraniana. Outros dizem que é uma canção bielorrussa. Apesar disso, sua composição é comumente atribuída ao músico e poeta Tomasz Padura. A letra da música varia sutilmente de uma língua para outra.
A música se tornou popular na Polônia durante a Guerra Polaco-Soviética e muito cantada pela Armia Krajowa na 2ª Guerra Mundial. A partir da década de 90 a música ganhou mais popularidade ao entrar no repertório de cantores e na trilha de um filme.

## Letra
| Letra em polonês | Letra em ucraniano | Transliteração | Tradução |
| --- | --- | --- | --- |
| Hej, tam gdzieś z nad czarnej wody Wsiada na koń kozak młody. Czule żegna się z dziewczyną, Jeszcze czulej z Ukrainą. Refrão: Hej, hej, hej sokoły Omijajcie góry, lasy, doły. Dzwoń, dzwoń, dzwoń dzwoneczku, Mój stepowy skowroneczku. Hej, hej, hej sokoły Omijajcie góry, lasy, doły. Dzwoń, dzwoń, dzwoń dzwoneczku, Mój stepowy dzwoń, dzwoń, dzwoń Wiele dziewcząt jest na świecie, Lecz najwięcej w Ukrainie. Tam me serce pozostało, Przy kochanej mej dziewczynie. (Refrão) Żal, żal za dziewczyną, Za zieloną Ukrainą, Żal, żal serce płacze, Już jej więcej nie zobaczę. (Refrão) Wina, wina, wina dajcie, A jak umrę pochowajcie Na zielonej Ukrainie Przy kochanej mej dziewczynie. (Refrão) | Гей, десь там, де чорні води, Сів на коня козак молодий. Плаче молода дівчина, Їде козак з України. Refrão: Гей! Гей! Гей, соколи! Оминайте гори, ліси, доли. Дзвін, дзвін, дзвін, дзвіночку, Степовий жайвороночку. Гей! Гей! Гей, соколи! Оминайте гори, ліси, доли. Дзвін, дзвін, дзвін, дзвіночку, Мій степовий дзвін, дзвін, дзвін. Жаль, жаль за милою, За рідною стороною. Жаль, жаль серце плаче, Більше її не побачу. (Refrão) Меду, вина наливайте Як загину, поховайте На далекій Україні Коло милої дівчини. (Refrão) | Hey des' tam, de chorni vody, Siv na konya kozak molodyi. Plache moloda divchyna, Yide kozak z Ukrayiny. Refrão: Hey, hey, hey, sokoly, Omynayte hory, lisy, doly. Dzvin, dzvin, dzvin, dzvinochku, Stepovyi zayvoronochku. Hey, hey, hey, sokoly, Omynayte hory, lisy, doly. Dzvin, dzvin, dzvin, dzvinochku, Miy stepoviy dzvin, dzvin, dzvin. Zal, zal, za myloyu, Za ridnoyu storonoyu. Zal, zal, serce plache, Bilshe yiyi ne pobachu. (Refrão) Medu vynam nalyvayte, Yak zahynu – pochovayte. Na dalekiy Ukrayini, Kolo myloyi divchyny. (Refrão) | Ei, num lugar onde as águas são negras Um jovem cossaco partiu a cavalo. Uma jovem moça está chorando, O cossaco está partindo da Ucrânia. Refrão: Ei! Ei! Ei, falcões! Voem por montes, matas e vales. Toca, toca, toca, sinetinha, Toca, cotovia das estepes. Ei! Ei! Ei, falcões! Voem por montes, matas e vales. Toca, toca, toca, sinetinha, Minha, das estepes, toca, toca, toca. Saudade, que saudade Da querida terra natal. O coração chora de saudade, Não vou mais vê-la. (Refrão) Sirvam hidromel e vinho Quando eu morrer, e me enterrem Na distante Ucrânia Ao lado da moça amada. (Refrão) |